# 泊松代数
数学中，泊松代数（Poisson algebra）是具有一个满足莱布尼兹法则的李括号之结合代数；即括号也是导子。泊松代数自然出现于哈密顿力学，也是量子群研究的中心。携有一个泊松代数的流形也叫做泊松流形，辛流形与泊松-李群是其特列。此代数的名字以西莫恩·德尼·泊松命名。

## 定义
一个泊松代数是域 K 上一个向量空间装备着两个双线性乘积，{\displaystyle \cdot } 与 { , }，满足如下性质：
- 乘积 {\displaystyle \cdot } 构成一个结合 K-代数；

- 乘积 { , }，叫做泊松括号，构成李代数，从而反对称并满足雅可比恒等式。

- 泊松括号是结合乘积 {\displaystyle \cdot } 的导子，即对此代数中任何三个元素 x，y 与 z，都有 {x, y{\displaystyle \cdot }z} = {x, y}{\displaystyle \cdot }z + y{\displaystyle \cdot }{x, z}。

最后一个性质通常保证了这个代数有其他给出表述，可见下面例子中所指出。

## 例子
泊松代数出现于多种不同场合。

### 辛流形
辛流形上实值光滑函数组成一个泊松代数。辛流形上每个实值函数 {\displaystyle H} 在此流形上产生一个向量场 {\displaystyle X_{H}}，即哈密顿向量场。然后给定此辛流形上任何光滑函数 {\displaystyle F} 与 {\displaystyle G}，它们的泊松括号 {,} 定义为
{\displaystyle \{F,G\}=dG(X_{F})\,.}
这个定义是一致的是因为此泊松括号是一个导子。等价地，可以将 {,} 定义为
{\displaystyle X_{\{F,G\}}=[X_{F},X_{G}]\,}
这里 [,] 是李导数。当辛流形是带着标准辛结构的 {\displaystyle \mathbb {R} ^{2n}}，则泊松括号取如下熟知的形式
{\displaystyle \{F,G\}=\sum _{i=1}^{n}{\frac {\partial F}{\partial q_{i}}}{\frac {\partial G}{\partial p_{i}}}-{\frac {\partial F}{\partial p_{i}}}{\frac {\partial G}{\partial q_{i}}}.}
可对泊松流形进行类似的考虑，它允许辛双向量在流形的某些位置消没。

### 李代数
李代数的张量代数具有泊松代数结构。泛包络代数条目中给出了非常明确的构造。
构造过程中，首先要建立李代数底层向量空间的张量代数。张量代数，简单来说就是向量空间所有张量积的不交并（直积 ⊕)）。这样就可证明，李括号可被一致地提升到整个张量代数：其服从积律，又遵循泊松括号的雅可比同一性，因此提升后的李括号就是泊松括号。这样，一对积{,}、⊗就构成了泊松代数。注意⊗不交换也不反交换，只服从结合律。
因此，可得这样的一般结论：任何李代数的张量代数都是泊松代数。通过模得泊松代数结构，就得到了泛包络代数。

### 结合代数
如果 A 是一个结合代数，则交换子 [x,y]≡xy−yx 使它成为一个泊松代数。

### 顶点算子代数
对一个顶点算子代数 {\displaystyle (V,Y,\omega ,1)}，空间 {\displaystyle V/C_{2}(V)} 是一个泊松代数，其中 {\displaystyle \{a,b\}=a_{0}b} 而 {\displaystyle a\cdot b=a_{-1}b}。对某些定点算子代数，这个泊松代数是有限维的。